# اوسارامانا
اوسارامانا (به ایتالیایی: Ussaramanna) یک کومونه در ایتالیا است که در استان مدیو کامپیدانو واقع شده‌است.

## خصوصیات
اوسارامانا ۹٫۷ کیلومترمربع مساحت و ۵۷۹ نفر جمعیت دارد و ۱۵۷ متر بالاتر از سطح دریا واقع شده‌است.